# واسپ

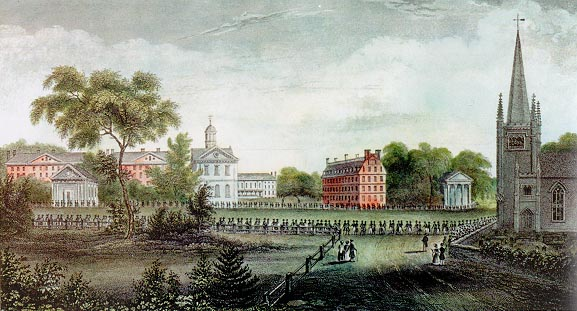
نقاشی صف فارغ‌التحصیلان دانشگاه هاروارد در سال ۱۸۳۶ میلادی؛ دانشگاه هاروارد تاریخاً یکی از دانشگاه‌های مورد علاقهٔ نخبگان واسپ بوده‌است.

واسپ ساخته‌شده از سرواژهٔ «سفیدپوستان انگلوساکسون پروتستان» عنوانی غیررسمی و بعضاً تحقیرآمیز است که برای اشاره به طبقهٔ بانفوذ و بالادست «آمریکاییان سفیدپوست» از نسل «انگلیسی‌های پروتستان» به‌کاربسته می‌شود. این عنوان برای گروهی که باور بر آن‌است کنترلی بی‌اندازه بر جامعه، سیاست و اقتصاد ایالات متحده می‌دارند به‌کاربرده می‌شود.